# Vermont Garrison
Vermont Garrison (29. října 1915 Mt. Victory, Kentucky – 14. února 1994 Mountain Home, Idaho) byl americkým leteckým esem druhé světové války, korejské války a významným důstojníkem Letectva Spojených států, který dosáhl celkového kreditu 17,33 sestřelených nepřátelských letadel. Byl jedním z pouhých sedmi amerických pilotů, dosáhnuvších statusu leteckého esa ve dvou různých válečných konfliktech. Roku 1966 se zúčastnil v pořadí již třetího konfliktu, když jako zástupce velitele 8. taktického stíhacího křídla (8th Tactical Fighter Wing) odlétal několik stíhacích a bombardovacích misí nad Severním Vietnamem.
Ve všech válkách, kterých se Garrison zúčastnil, byl podstatně starší než jeho kolegové. Za druhé světové války se stal leteckým esem ve svých 28 letech, v Koreji ve 37 letech a do operace Rolling Thunder byl nasazen ve věku 51 let. Jednak z důvodu jeho zralého věku a také proto, že byl známým zbraňovým expertem, mu jeho kolegové v letectvu přezdívali „Šedivý orel“ (anglicky The Grey Eagle). Americký historik zabývající se Letectvem Spojených států popsal Garrisona jako bojového velitele první kategorie. Plukovník Robin Olds, někdejší velitel 8. taktické stíhací letky o Garrisonovi prohlásil: „Z těch stovek, se kterými jsem sloužil, byl Garry jedním z nejskvělejších – jako pilot, gentleman, důstojník a přítel.“

## Tabulka vzdušných vítězství
- Zdroj údajů v tabulce: Air Force Historical Study 85: USAF Credits for the Destruction of Enemy Aircraft, World War II and Air Force Historical Study 81: USAF Credits for the Destruction of Enemy Aircraft, Korean War; Oliver, The Inner Seven, str. 66.
- Vysvětlivka: FS – Stíhací letka; FG – Stíhací skupina; FIS – Přepadová stíhací letka; FIG – Přepadová stíhací skupina

| Datum             | #    | Protivník | Místo sestřelu                 | Garrisonův letoun | Jednotka       |
| ----------------- | ---- | --------- | ------------------------------ | ----------------- | -------------- |
| 16. prosinec 1943 | 0.33 | Ju 88     | Papenburg, Německo             | P-47C             | 336 FS, 4 FG   |
| 14. leden 1944    | 2    | Fw 190    | Compiègne, Francie             | P-47D             | 336 FS, 4 FG   |
| 31. leden 1944    | 1    | Bf 109    | Gilze-Rijen, Nizozemsko        | P-47D             | 336 FS, 4 FG   |
| 6. únor 1944      | 1    | Fw 190    | Beauvais–Margny, Francie       | P-47D             | 336 FS, 4 FG   |
| 10. únor 1944     | 1    | Me 109    | Dümmerské jezero, Německo      | P-47D             | 336 FS, 4 FG   |
| 25. únor 1944     | 1    | Fw 190    | Lucembursko                    | P-47D             | 336 FS, 4 FG   |
| 3. březen 1944    | 1    | Fw 190    | Berlín, Německo                | P-51B             | 336 FS, 4 FG   |
| 21. únor 1953     | 1    | MiG-15    | Tangmok-Tang, Severní Korea    | F-86F             | 335 FIS, 4 FIG |
| 26. březen 1953   | 1    | MiG-15    | Přehrada Sui-Ho, Severní Korea | F-86F-2           | 335 FIS, 4 FIG |
| 17. květen 1953   | 1    | MiG-15    | Řeka Jalu                      | F-86F             | 335 FIS, 4 FIG |
| 23. květen 1953   | 1    | MiG-15    | Jonsu-dong, Severní Korea      | F-86F             | 335 FIS, 4 FIG |
| 5. červen 1953    | 2    | MiG-15    | Feng Čeng, Mandžusko           | F-86F             | 335 FIS, 4 FIG |
| 24. červen 1953   | 1    | MiG-15    | Sakču, Severní Korea           | F-86F             | 335 FIS, 4 FIG |
| 26. červen 1953   | 1    | MiG-15    | Namsi-dong, Severní Korea      | F-86F             | 335 FIS, 4 FIG |
| 30. červen 1953   | 1    | MiG-15    | Unbong-dong, Severní Korea     | F-86F             | 335 FIS, 4 FIG |
| 19. červenec 1953 | 1    | MiG-15    | Ch'oryon-gwan, Severní Korea   | F-86F             | 335 FIS, 4 FIG |